# Vincenzo Di Mauro (arcivescovo)
Vincenzo Di Mauro (Monza, 1º dicembre 1951) è un arcivescovo cattolico italiano, dal 21 luglio 2012 vescovo emerito di Vigevano.

## Biografia
Nasce a Monza, città capoluogo di provincia nell'arcidiocesi di Milano, il 1º dicembre 1951. Cresce a Cinisello Balsamo, nella parrocchia di San Martino in Balsamo.

### Formazione e ministero sacerdotale
L'11 ottobre 1961 entra nei seminari dell'arcidiocesi di Milano: frequenta la I e II media nel seminario di Masnago; la III media, la IV e V ginnasio nel seminario minore di San Pietro a Seveso; la I e II liceo classico nel "seminarietto" del duomo di Milano; la III liceo classico nel seminario di Venegono Inferiore, fino al conseguimento della maturità, nel 1970. Compie gli studi teologici nei seminari di Saronno e di Venegono.
Il 12 giugno 1976 è ordinato presbitero, nella cattedrale di Milano, dal cardinale Giovanni Colombo.
Oltre agli studi filosofici e teologici, consegue anche la laurea in lettere moderne e giornalismo presso l'Università Cattolica del Sacro Cuore e il master di economia e commercio in management & governance nelle imprese e nelle pubbliche amministrazioni presso l'Università degli Studi di Salerno, con valutazione finale di 110 e lode.
Dal 1976 al 1981 è vicario parrocchiale della parrocchia di Maria Regina Pacis, nel quartiere Gallaratese a Milano; dal 1981 al 1983 è vicario parrocchiale presso la basilica di Sant'Ambrogio. Dal 1983 al 1994 è assistente diocesano dell'Azione Cattolica dei Ragazzi di Milano. Dal 1987 è collaboratore del cardinale Carlo Maria Martini nella Cattedra dei non credenti.
Dal 1994 al 1998 presta servizio presso la Santa Sede come capo ufficio nel Pontificio consiglio per i laici.
Dal 1998 al 2004 è parroco della chiesa di Santa Maria di Caravaggio a Milano.
Il 2 gennaio 2004 è nominato da papa Giovanni Paolo II delegato della sezione ordinaria dell'Amministrazione del patrimonio della Sede Apostolica.

### Ministero episcopale
Il 3 settembre 2007 papa Benedetto XVI lo nomina segretario della Prefettura degli affari economici della Santa Sede e vescovo titolare di Arpi; succede a Franco Croci, dimissionario per raggiunti limiti di età. Il 29 settembre successivo riceve l'ordinazione episcopale, nella basilica di San Pietro in Vaticano, con gli arcivescovi Francesco Giovanni Brugnaro, Gianfranco Ravasi (poi cardinale), Tommaso Caputo e Mieczysław Mokrzycki, e il vescovo Sergio Pagano, per imposizione delle mani dello stesso pontefice, co-consacranti i cardinali Tarcisio Bertone e Marian Jaworski.
Il 22 novembre 2010 papa Benedetto XVI lo nomina vescovo coadiutore di Vigevano con il titolo ad personam di arcivescovo. Il 6 dicembre seguente prende possesso del suo incarico, nella cattedrale di Sant'Ambrogio a Vigevano. Il 12 marzo 2011, con la rinuncia del vescovo Claudio Baggini accolta dal papa, succede alla medesima sede.
Il 21 luglio 2012 papa Benedetto XVI accoglie la sua rinuncia, presentata per gravi problemi di salute connessi al diabete, malattia da cui è affetto.
Da vescovo emerito risiede a Cinisello Balsamo, esercitando il suo ministero in Lombardia, come delegato della Conferenza episcopale lombarda per il tempo libero e lo sport.

## Genealogia episcopale
La genealogia episcopale è:
- Cardinale Scipione Rebiba
- Cardinale Giulio Antonio Santori
- Cardinale Girolamo Bernerio, O.P.
- Arcivescovo Galeazzo Sanvitale
- Cardinale Ludovico Ludovisi
- Cardinale Luigi Caetani
- Cardinale Ulderico Carpegna
- Cardinale Paluzzo Paluzzi Altieri degli Albertoni
- Papa Benedetto XIII
- Papa Benedetto XIV
- Papa Clemente XIII
- Cardinale Bernardino Giraud
- Cardinale Alessandro Mattei
- Cardinale Pietro Francesco Galleffi
- Cardinale Giacomo Filippo Fransoni
- Cardinale Antonio Saverio De Luca
- Arcivescovo Gregor Leonhard Andreas von Scherr, O.S.B.
- Arcivescovo Friedrich von Schreiber
- Arcivescovo Franz Joseph von Stein
- Arcivescovo Joseph von Schork
- Vescovo Ferdinand von Schlör
- Arcivescovo Johann Jakob von Hauck
- Vescovo Ludwig Sebastian
- Cardinale Joseph Wendel
- Arcivescovo Josef Schneider
- Vescovo Josef Stangl
- Papa Benedetto XVI
- Arcivescovo Vincenzo Di Mauro

## Opere principali
È autore di alcune opere finalizzate all'educazione cristiana e vocazionale:
- Vincenzo Di Mauro, Carità a tempo pieno. Vita di don Abramo Martignoni, Milano, Vita e Pensiero, 1986, ISBN 978-88-343-5306-6.
- Vincenzo Di Mauro, Chi mi vuol seguire, Milano, In Dialogo, 1994, ISBN 978-88-85985-94-0.[7]

È autore, sia per i testi che per la musica, di canti ad uso liturgico:
- 1975 – Comunità del Quartiere degli Olmi - Milano (interprete); Vincenzo Di Mauro (testi e musiche), Nella tua casa, con gioia, LP, Edizioni Musicali Pro Civitate Christiana PCC CS 0202 LP, [8].
- S. Varnavà, V. Di Mauro, G. Golin, P. Sequeri, D. Macchetta, C. Chieffo et al., Se un giorno... Recital sulla vocazione. Canti e letture drammatizzate., MC (doppio), Edizioni Rugginenti ITRR 142C[9]

### Il discoNella tua casa, con gioia
Disco LP 33 giri uscito nel 1975 per le Edizioni Fonografiche e musicali Pro Civitate Christiana.
Elenco delle canzoni
| Lato A 1. Signore, siam venuti 2. Nella tua casa con gioia 3. Nella tua parola crediamo 4. Noi crediamo in te 5. Chi mi vuol seguire 6. Alla tua Mensa 7. Il Signore è buono |  | Lato B 1. Il Signore è Dio 2. Grazie a te, cantiam con gioia 3. Santo 4. Annunciamo la tua morte 5. Agnello di Dio 6. Ti ringraziamo, Signore 7. Spirito Santo, discendi tra noi 8. Beato chi è triste e soffre |

### Il discoSe un giorno...
Disco pubblicato dalle Edizioni Rugginenti; il disco include 22 canzoni di autori vari, tra cui Vincenzo Di Mauro (oltre a lui: Stefano Varnavà, Pierangelo Sequeri, Claudio Chieffo, Gianfranco Poma ed altri).
Le canzoni di Vincenzo Di Mauro incluse nel disco sono:
- 2. Andiamo ed annunciamo;
- 3. Chi mi vuol seguire.

#### Citazioni
«La messa è finita, ma fare i cristiani no; parola d'ordine: continuare.»
(Da Andiamo ed annunciamo, testi e musica di V. Di Mauro, 1976)